# مقاطعة أتويما نوابياجيا
مقاطعة أتويما نوابياجيا (بالإنجليزية: Atwima Nwabiagya District)‏ هي district of Ghana تقع في غانا في Nkawie. يقدر عدد سكانها بـ — نسمة ومساحتها 2,411 كم2 .